# Flavio Pontello
Callisto Flavio Pontello (Firenze, 11 marzo 1924 – Firenze, 31 maggio 2006) è stato un imprenditore italiano, nominato nel 1973 Cavaliere del lavoro. Fu proprietario della Fiorentina negli anni '80.

## Biografia
Appartenente ad una famiglia di costruttori edili provenienti da Cavasso Nuovo nel Friuli. Nel 1944, con l'improvvisa scomparsa del padre Fortunato Michele, Callisto Flavio Pontello diventò presidente dell'impresa, seriamente danneggiata dalla seconda guerra mondiale e dall'occupazione nazista. Si era iscritto alla facoltà di Ingegneria, ma lasciò ben presto gli studi per occuparsi della gestione dell'impresa.  
La "S.a.s. Costruzioni Callisto Pontello", ha realizzato alcune tra le più importanti autostrade nazionali.
Nel 1968 istituì la Fondazione Callisto Pontello per gli studi e le ricerche scientifiche in edilizia. Dal 1980 al 1990 fu proprietario (il ruolo di presidente fu ricoperto fino al 1986 dal figlio Ranieri), della Fiorentina, portando a Firenze giocatori come Roberto Baggio, Sócrates, Carlos Dunga, Daniel Passarella e Daniel Bertoni.
Suo fratello Claudio, avvocato, fu per due legislature deputato per la DC.